# Eugene James Martin

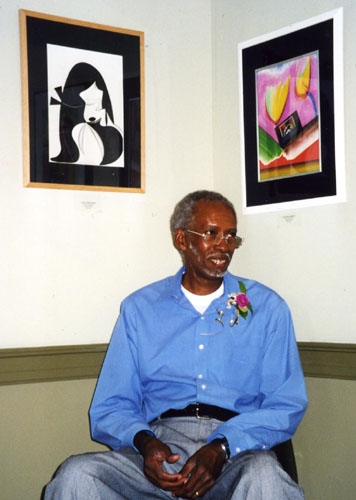
Eugene James Martin, 2000

Eugene James Martin (* 24. Juli 1938 in Washington, D.C.; † 1. Januar 2005 in Lafayette, Louisiana, USA) war ein US-amerikanischer Künstler der konstruierten, „reinen“ und lyrischen abstrakten Malerei Collage und Handzeichnung. Ein Teil seines zeichnerischen Werkes besteht aus Glyphen nicht veröffentlichter Bedeutung, die er mit Tinte auf Servietten realisierte und später in seine Collagen einband.
Sein beachtliches Gesamtwerk von Gemälden und Zeichnungen wird in vielen privaten Kunstsammlungen weltweit und in Kunstmuseen gelegt.